# Lögdeälven
63°33′30″N 19°25′42″Ø / 63.55833°N 19.42833°Ø
Lögdeälven (Lögde älv) er en skovelv i Västerbottens län i Sverige, med en længde på cirka 200 km. Elven har sine kilder i det højtliggende skov- og vådmarksområdet Stöttingfjället i den sydlige del af landskapet Lappland. I samme område har også Gideälven og Öreälven deres udspring. Lögdeälvens afvandingsområde har en areal på 1.610 km². Lögdeälven løber ud i Bottenhavet ved Rundvik i Nordmalings kommun, vest for byen Nordmaling. Älvens dal har en stor rigdom af landskabsformer, hvilket demonstrerer en elvs udvikling efter den seneste istid (Weichsel). Blandt de seværdige former kan nævnes kløften, som visse steder er 60 meter dyb, samt elvens nogle steder kraftige meandersving, som danner flere kurvesøer. Lögdeälven er kun lidt påvirket af menneskelig aktivitet, og løber ureguleret; Hele floden, inklusive de fleste bifloder, indgår i Natura 2000-planlægningen. 